# André Jordan

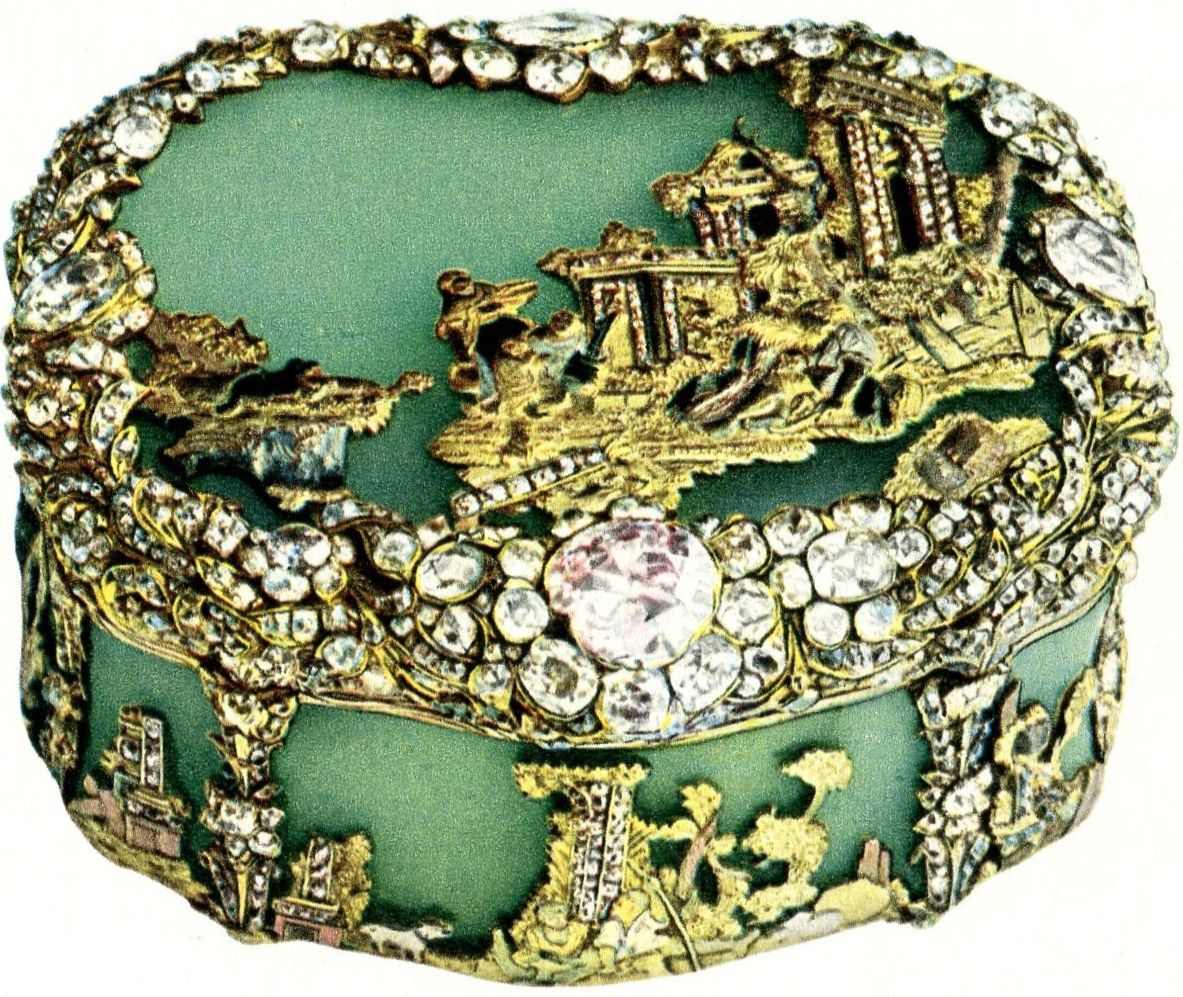
Aus Chrysopras gefertigte und mit Edelsteinen besetzte Prunk-Tabatiere aus der Sammlung Friedrich des Großen. Hersteller unbekannt.

André Jordan (* 20. Dezember 1708 in Berlin; † 13. September 1778 ebenda) war ein deutscher Kaufmann, Hofjuwelier und Wechselhändler in Berlin. Jordan betrieb ein bekanntes Ladengeschäft sowie eine Bijouteriefabrik in Berlin, war Gildeältester und wichtigster Lieferant der berühmten und kostbaren Tabatieren für den preußischen König Friedrich dem Großen.

## Familie
In den 1680er Jahren war der Apotheker und Schmuckhändler Charles Jordan nach Preußen eingewandert. Der Hugenotte aus Südfrankreich war vor den Verfolgungen unter Ludwig XIV. geflohen und unter dem Großen Kurfürsten in Preußen aufgenommen worden. Einer seiner Nachkommen war der in Berlin geborene André Jordan, der 1731 Madeleine Susanne Perreault (1710–1748) heiratete. Aus der Ehe gingen die Söhne Paul André Jordan (1732–1807) und Pierre Jordan (1737–1791) hervor. Paul André war Stadtverordneter und Oberst der Bürgerwehr. Nach dem Tod seiner ersten Frau heiratete Jordan am 22. November 1750 Rachel Madeleine Collin (1713–1782). Ein Sohn von Paul André war Pierre Jean Jordan (1761–1838), ein Mitbegründer der Singakademie in Berlin.
Jüngere Brüder von André Jordan [d. Ä.] waren Jean Louis Jordan (1712–1759) und Peter Johann Jordan (ebenfalls Gildeältester). Weitere Nachkommen von André Jordan [d. Ä.] und seinen Brüdern waren Pierre Antoine Jordan (1764–1827) und der Diplomat Johann Ludwig von Jordan.

## Fa. Gebr. Jordan
André Jordan war Juwelier und errichtete in Berlin eine Bijouteriefabrik, in der sogenannte „Pariser Artikel“ gefertigt wurden. Zu dem Geschäft gehörte auch eine Goldwaschmühle. Neben dem Schmuckgroß- und -einzelhandel wurden auch Geld- und Wechselgeschäfte getätigt. Da das Unternehmen prosperierte, traten bald die jüngeren Brüder von Jordan als Mitgesellschafter ein; es wurde die Firmierung Fa. Gebr. Jordan angenommen. Söhne und Enkel der Brüder führten die Geschäfte fort, weshalb die Firmierung bis 1833 beibehalten wurde.
Das Ladengeschäft befand sich zunächst in Alt-Berlin (gegenüber der Post) und später in der Jägerstraße in Berlin-Friedrichstadt. 1772 wurde die Fa. Gebr. Jordan als Königliche Hofjuweliere zum Hoflieferanten des preußischen Hofes ernannt.
Friedrich II., ein Sammler hochwertiger Tabakdosen, tätigte die meisten seiner entsprechenden Einkäufe bei den Jordans. Das Unternehmen hatte dem König jährlich etwa zwei vergoldete und emaillierte, häufig mit Edelsteinen besetzte Tabatièren nach dessen Geschmack zu liefern. Von 1743 bis 1765 waren es 39 Dosen, die er dort erwarb. Die für den König gefertigten Tabatieren waren ungewöhnlich in Größe und Wert. Nach den Belegen der Hofjuweliere Baudesson (ein weiterer Lieferant) und der Gebrüder Jordan lag ihr Wert je zwischen 4.200 und 12.000 Talern. In den im Jahr 2011 digitalisierten Schatullrechnungen Friedrichs des Großen werden mehrfach hochpreisige Ankäufe vermerkt. Auch nach dem Tode Friedrichs belieferten die Jordans weiterhin den königlichen Hof. So wird in einer Mitteilung der Juweliere an den Hofstaatssekretär Ernst Friedrich Bussler vom März 1809 eine Schmucklieferung im Wert von 35.000 Reichstalern angesprochen, die der König [gemeint: Friedrich Wilhelm III.] auf eine Reise nach St. Petersburg mitgenommen habe.
Eine Zeitlang war der Hofjuwelier Pierre Lautier mit den Jordans assoziiert. André Jordan vermittelte ab 1771 kleinere Aufträge des Königs an Daniel Chodowiecki.